# Dolkstötslegenden
Dolkstötslegenden (tyska: Die Dolchstoßlegende: [ˈdɔlçʃtoːsleˌɡɛndə]

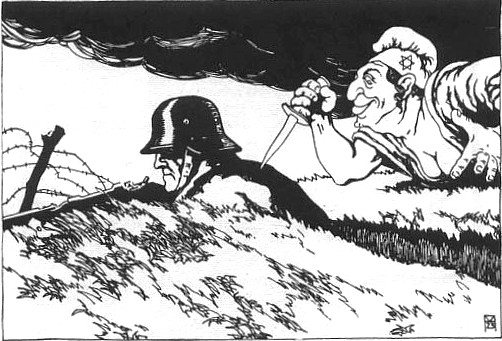
Karikatyr av jude som hugger den tyska armén i ryggen. Vykort från 1919.

 ( lyssna)) var en konspirationsteori som uppkom i Tyskland omedelbart efter första världskrigets slut den 11 november 1918 och som under mellankrigstiden användes i propagandan av tyska högerextrema grupper. Innehållet i dolkstötslegenden var att den tyska armén egentligen var "obesegrad i fält" under kriget, men hade blivit tvingad att kapitulera efter att ha fått en "dolkstöt i ryggen" av politikerna och den tyska hemmafronten som svikit kejsarriket och armén genom att sluta fred med fienden. De grupper som genomförde novemberrevolutionen hemma i Tyskland betraktades av teorins förespråkare som "novemberförbrytare" eftersom de ansågs ha förhindrat Tysklands militära seger i kriget.

## Bakgrund
Dolkstötslegenden framställdes först av en brittisk journalist som dinerade med general Erich Ludendorff. När Ludendorff lade fram sin syn på världskrigets avslutning avbröt journalisten Ludendorff och undrade "Så Ni menar att Ni fick en dolk i ryggen?", varpå Ludendorff omgående svarade "Ja, så var det. Vi fick en dolk i ryggen av socialdemokraterna i Berlin". Detta användes senare av Ludendorff och fältmarskalk Paul von Hindenburg i undersökningsutskottet i Weimarrepublikens nationalförsamling. Åtminstone Ludendorff hade efter det katastrofala slaget vid Amiens på västfronten den 8 augusti 1918, av honom kallat den tyska arméns svarta dag (Der 8. August ist der schwarze Tag des deutschen Heeres), konstaterat att kriget inte längre kunde vinnas av centralmakterna. Därför rekommenderade han fredsförhandlingar i enlighet med den amerikanske presidenten Woodrow Wilsons fjorton punkter för fred, känt som Wilsondoktrinen.
Adolf Hitler var helt övertygad om att dolkstötslegenden var sann. Den blev därmed grundläggande för nazismens dragningskraft på den tyska befolkningen.

### Webbkällor
- ”Die Dolchstoßlegende” (på tyska). Deutsches Historisches Museum Berlin. http://www.dhm.de/lemo/html/weimar/innenpolitik/dolchstoss/.